# The Gypsy Queen
'The Gypsy Queen' és un curtmetratge mut de la Keystone dirigit per Mack Sennett i protagonitzada per Roscoe Arbuckle i Mabel Normand. La pel·lícula, d'una sola bobina, es va estrenar l'11 de setembre de 1913. Possiblement és una pel·lícula perduda.

## Argument
Fatty abandona Mabel, la reina dels gitanos, per una altra dona. Aleshores ella el lliga a un arbre i l'amenaça amb una serp.

## Repartiment
- Roscoe Arbuckle (Fatty)
- Mabel Normand (la reina dels gitanos)